# Scathophaga obscura
Scathophaga obscura is een vliegensoort uit de familie van de drekvliegen (Scathophagidae). De wetenschappelijke naam van de soort is voor het eerst geldig gepubliceerd in 1819 door Fallen.